# Morpho (azienda)
Morpho S.A. è una multinazionale, parte del gruppo Safran, specializzata soluzioni per la sicurezza elettronica.

## Storia
La società Morpho Systems è stata fondata nel 1982 e assorbita dalla Sagem nel 1993. Poi, una società separata, Sagem Sécurité, è stata fondata nel 2007 e rinominata Morpho nel 2010.
Jean-Paul Jainsky è stato il primo amministratore delegato della società. Philippe Petitcolin gli successe nel luglio 2013.
A luglio 2025, l'azienda ha annunciato il lancio di una libreria di 68 algoritmi crittografici classici e post-quantistici.

## Divisioni
Morpho sviluppa prodotti e soluzioni per il mercato della sicurezza. L'azienda è organizzata in tre divisioni.

### Identificazione
Questa divisione è il centro storico dell'attività dell'azienda. Qui è sviluppata la tecnologia più avanzata nel campo della biometria: sistemi di confronto dei dati biometrici "on the fly", ABIS (Automated Biometric Identification System), sistemi di e-gate, il confronto del DNA in meno di un'ora, ecc.
Queste tecnologie sono utilizzate principalmente nei settori della gestione dell'identità e dell'identificazione criminale. La società ha numerosi riferimenti nel campo della polizia, per esempio con: la FBI, Interpol, NYPD, e anche nel settore civile: Stati Uniti, Emirati Arabi Uniti, Albania, o in India con il progetto ambizioso Aadhaar. Il suo obiettivo è di fornire un numero univoco di 12 cifre per ogni cittadino indiano dopo l'iscrizione di dati biometrici (iride, impronte digitali, ritratto) per 1,4 miliardi di persone.

### eDocuments
Questa divisione comprende in particolare l'acquisizione di Orga GmbH Kartensysteme nel 2005, ed è specializzata in materia di smart cards. Quarto operatore mondiale in un settore storicamente basato sui mercati delle telecomunicazioni (carte SIM) e delle banche (carte di credito), la divisione si è anche rivolta verso i mercati in rapida espansione della gestione dell'identità online e della produzione di documenti di identità (carta d'identità, passaporti, visti, patenti di guida, ecc) dove sono possibili forti sinergie con le tecnologie biometriche (che possono essere incluse nel documento). Prima dell'acquisizione di L-1 Identity Solutions in 2011, la società aveva già consegnato 300 milioni di documenti d'identità.

### Rivelazione (Detection)
Per rafforzare la sua posizione sul mercato della sicurezza delle frontiere, il gruppo Safran ha comprato nel 2009 GE Homeland Protection, che diventerà la divisione Detection di Morpho. La divisione è il più grande fornitore di rilevamento tomografica di sostanze pericolose o illecite nei bagagli in stiva.